# FIFA Balón de Oro 2014
La gala FIFA Balón de Oro 2014 fue la quinta edición de esta entrega de premios organizada anualmente por la FIFA, que toma su nombre del galardón que premia al «mejor futbolista del mundo». Las distinciones se dividen en ocho categorías: mejor jugador, mejor jugadora, mejor entrenador de categorías masculina y femenina, XI Mundial FIFA/FIFPro, Premio Puskás, Premio Presidencial y Premio Fair Play.
Los premios tuvieron lugar, como cada año, en Zúrich (Suiza), el 12 de enero de 2015. El ganador masculino de esta edición fue Cristiano Ronaldo, al superar en las votaciones a Lionel Messi y a Manuel Neuer con un 37,66 % de los votos, consiguiendo el tercer Balón de Oro de su carrera.

## Categoría masculina

### Mejor jugador
La preselección de 23 nominados al "FIFA Balón de Oro 2014" se dio a conocer el 28 de octubre. El 1 de diciembre se publicaron los tres finalistas, correspondientes a los tres jugadores más votados. En la gala del 12 de enero de 2015, se desveló al ganador.
| Posición | Futbolista        | Club               | Total de votos |
| -------- | ----------------- | ------------------ | -------------- |
| 1        | Cristiano Ronaldo | Real Madrid C. F.  | 37.66%         |
| 2        | Lionel Messi      | F. C. Barcelona    | 15.76%         |
| 3        | Manuel Neuer      | F.C. Bayern Múnich | 15.72%         |

Preseleccionados
Los siguientes 23 jugadores fueron los candidatos (propuestos por FIFA y France Football) al FIFA Ballon d’Or 2014:
| Preseleccionados | Preseleccionados       | Preseleccionados | Preseleccionados |
| Posición         | Futbolista             | Votos            |                  |
| ---------------- | ---------------------- | ---------------- | ---------------- |
| 1                | Cristiano Ronaldo      | 37.66%           |                  |
| 2                | Lionel Messi           | 15.76%           |                  |
| 3                | Manuel Neuer           | 15.72%           |                  |
| 4                | Arjen Robben           | 7.17%            |                  |
| 5                | Thomas Müller          | 5.42%            |                  |
| 6                | Philipp Lahm           | 2.90%            |                  |
| 7                | Neymar                 | 2.21%            |                  |
| 8                | James Rodríguez        | 1.47%            |                  |
| 9                | Toni Kroos             | 1.43%            |                  |
| 10               | Ángel Di María         | 1.29%            |                  |
| 11               | Diego Costa            | 1.02%            |                  |
| 12               | Gareth Bale            | 1.00%            |                  |
| 13               | Zlatan Ibrahimović     | 1.00%            |                  |
| 14               | Yaya Touré             | 0.86%            |                  |
| 15               | Mario Götze            | 0.84%            |                  |
| 16               | Karim Benzema          | 0.75%            |                  |
| 17               | Andrés Iniesta         | 0.67%            |                  |
| 18               | Bastian Schweinsteiger | 0.57%            |                  |
| 19               | Javier Mascherano      | 0.55%            |                  |
| 20               | Thibaut Courtois       | 0.51%            |                  |
| 21               | Eden Hazard            | 0.47%            |                  |
| 22               | Paul Pogba             | 0.40%            |                  |
| 23               | Sergio Ramos           | 0.33%            |                  |

### Mejor entrenador
| Posición | Técnico         | Club o selección nacional | Total de votos |
| -------- | --------------- | ------------------------- | -------------- |
| 1        | Joachim Löw     | Alemania                  | 36,23%         |
| 2        | Carlo Ancelotti | Real Madrid C. F.         | 22,06%         |
| 3        | Diego Simeone   | Club Atlético de Madrid   | 19,02%         |

Preseleccionados
| Entrenador        | Votos  |
| ----------------- | ------ |
| Joachim Löw       | 36.23% |
| Carlo Ancelotti   | 22.06% |
| Diego Simeone     | 19.02% |
| Pep Guardiola     | 8.67%  |
| José Mourinho     | 6.16%  |
| Louis van Gaal    | 3.15%  |
| Alejandro Sabella | 2.21%  |
| Antonio Conte     | 1.12%  |
| Jürgen Klinsmann  | 0.71%  |
| Manuel Pellegrini | 0.67%  |

## Categoría femenina

### Mejor jugadora
| Posición | Futbolista    | Club                   | Total de votos |
| -------- | ------------- | ---------------------- | -------------- |
| 1        | Nadine Keßler | VfL Wolfsburgo         | 17.52%         |
| 2        | Marta         | FC Rosengård           | 14.16%         |
| 3        | Abby Wambach  | Western New York Flash | 13.33%         |

Preseleccionados
| Jugadora         | Votos  |
| ---------------- | ------ |
| Nadine Keßler    | 17.52% |
| Marta            | 14.16% |
| Abby Wambach     | 13.33% |
| Nadine Angerer   | 13.16% |
| Aya Miyama       | 10.48% |
| Louisa Nécib     | 7.18%  |
| Nahomi Kawasumi  | 6.51%  |
| Verónica Boquete | 6.15%  |
| Lotta Schelin    | 6.06%  |
| Nilla Fischer    | 5.45%  |

### Mejor entrenador/a
| Posición | Técnico         | Club o Selección nacional | Total de votos |
| -------- | --------------- | ------------------------- | -------------- |
| 1        | Ralf Kellermann | VfL Wolfsburgo            | 17.06%         |
| 2        | Maren Meinert   | Alemania                  | 13.16%         |
| 3        | Norio Sasaki    | Japón                     | 13.06%         |

Preseleccionados
| Entrenador               | Votos  |
| ------------------------ | ------ |
| Ralf Kellermann          | 17.06% |
| Maren Meinert            | 13.16% |
| Norio Sasaki             | 13.06% |
| Pia Sundhage             | 11.22% |
| Philippe Bergeroo        | 9.81%  |
| Peter Dedevbo            | 9.62%  |
| Martina Voss-Tecklenburg | 9.45%  |
| Asako Takemoto Takakura  | 8.47%  |
| Jorge Vilda              | 4.17%  |
| Laura Harvey             | 3.98%  |

## FIFA/FIFPro World XI

### Once Mundial de la FIFA
| Posición | Jugador           | Nacionalidad | Club                |
| -------- | ----------------- | ------------ | ------------------- |
| POR      | Manuel Neuer      | Alemania     | Bayern Múnich       |
| DEF      | Thiago Silva      | Brasil       | Paris Saint-Germain |
| DEF      | Sergio Ramos      | España       | Real Madrid         |
| DEF      | David Luiz        | Brasil       | Paris Saint-Germain |
| DEF      | Philipp Lahm      | Alemania     | Bayern Múnich       |
| MED      | Ángel Di María    | Argentina    | Manchester United   |
| MED      | Toni Kroos        | Alemania     | Real Madrid         |
| MED      | Andrés Iniesta    | España       | Barcelona           |
| DEL      | Arjen Robben      | Países Bajos | Bayern Múnich       |
| DEL      | Cristiano Ronaldo | Portugal     | Real Madrid         |
| DEL      | Lionel Messi      | Argentina    | Barcelona           |

### Nominados
| Posición | Jugadores |
| -------- | --- |
| POR      | Claudio Bravo, Gianluigi Buffon, Iker Casillas, Thibaut Courtois, Manuel Neuer |
| DEF      | David Alaba, Jordi Alba, Dani Alves, Jérôme Boateng, Dani Carvajal, Filipe Luis, David Luiz, Diego Godín, Mats Hummels, Branislav Ivanovic, Vincent Kompany, Philipp Lahm, Marcelo, Javier Mascherano, Pepe, Gerard Piqué, Sergio Ramos, Thiago Silva, Raphael Varane, Pablo Zabaleta |
| MED      | Xabi Alonso, Cesc Fàbregas, Ángel Di María, Eden Hazard, Xavi Hernández, Andrés Iniesta, Toni Kroos, Luka Modrić, Mesut Özil, Andrea Pirlo, Paul Pogba, James Rodríguez, Bastian Schweinsteiger, Yaya Touré, Arturo Vidal                                                             |
| DEL      | Sergio Agüero, Gareth Bale, Karim Benzema, Cristiano Ronaldo, Diego Costa, Zlatan Ibrahimović, Robert Lewandowski, Lionel Messi, Thomas Müller, Neymar, Marco Reus, Franck Ribéry, Arjen Robben, Wayne Rooney, Luis Suárez                                                            |

## Premio Puskás

### Mejor gol del año
| Posición | Futbolistas      | Club              | Puntaje |
| -------- | ---------------- | ----------------- | ------- |
| 1        | James Rodríguez  | Real Madrid       | 42%     |
| 2        | Robin van Persie | Manchester United | 33%     |
| 3        | Stephanie Roche  | Peamount United   | 11%     |

## Premio Presidencial

### Premio honorífico
| Ganador        |
| -------------- |
| Hiroshi Kagawa |

## Premio Fair Play

### Conducta deportiva
| Ganador                                                     |
| ----------------------------------------------------------- |
| Voluntarios de la Copa Mundial de Fútbol 2014               |
| Federación Colombiana de Fútbol Copa Mundial de Fútbol 2014 |